# Одзэки
Одзэки (яп. 大関) — второй по значимости ранг (титул, позиция, звание) в профессиональном японском сумо. Ранг одзэки по значимости уступает только рангу ёкодзуны и стоит выше рангов сэкивакэ и комусуби. Вместе с тремя перечисленными рангами ранг одзэки относится к категории санъяку (высших профессиональных рангов в сумо).

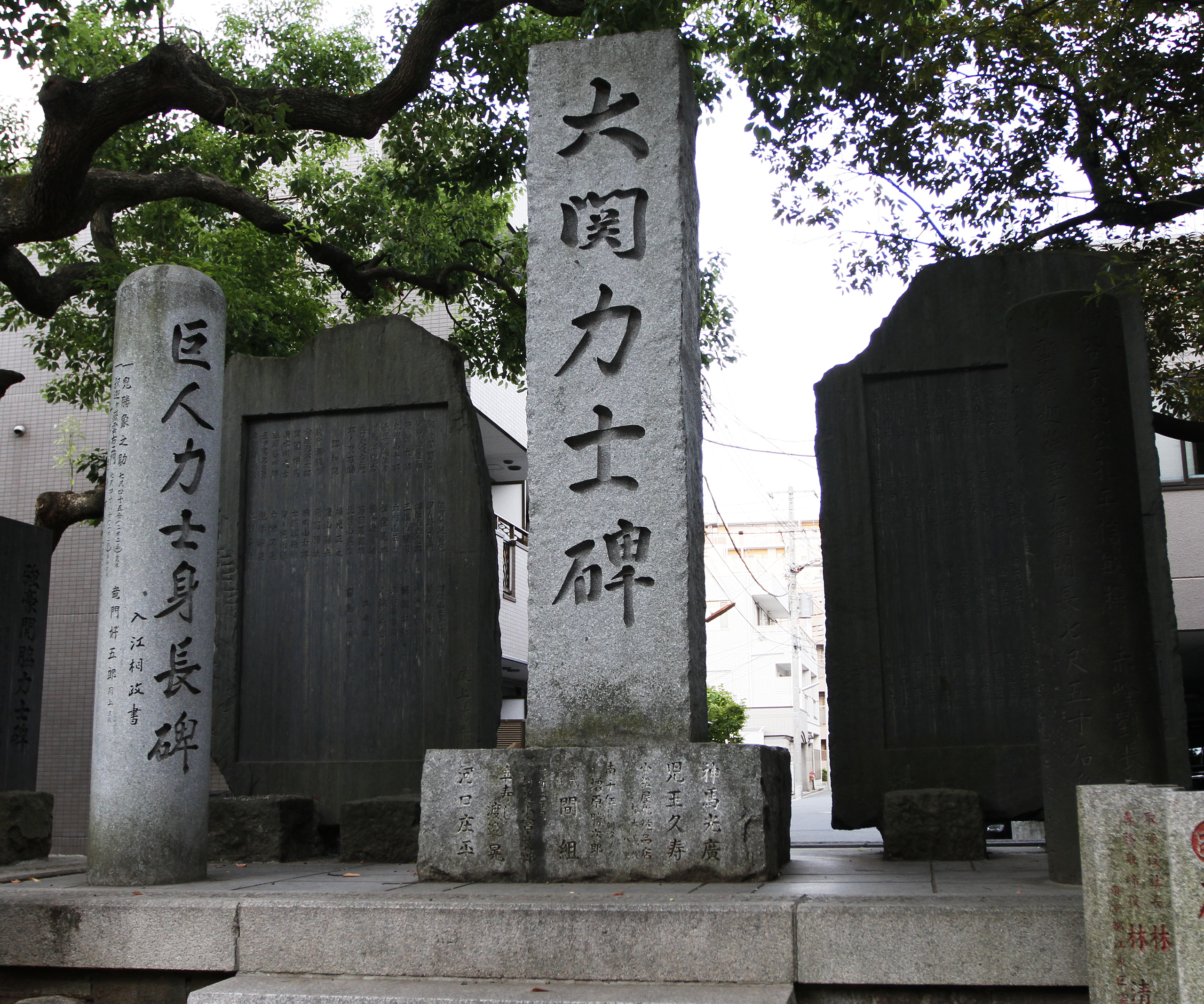
«Камень одзэки» — мемориальный комплекс в честь борцов ранга одзэки, расположенный в храме Хатимана в Томиоке, район Кото, Токио

Слово «одзэки» буквально переводится как «большой барьер» или «великий барьер», но традиционно это слово является синонимом слова «чемпион». Слово «одзэки» родственно слову «сэкитори» (буквальный перевод — «преодолевшие барьер»), которым обозначают борцов двух высших дивизионов профессионального сумо (макуути и дзюрё).
На сентябрь 2024 года в истории сумо насчитывается 256 одзэки (по официальной статистике Японской ассоциации сумо с 1761 года).

## История ранга
Ранг одзэки вместе с рангами сэкивакэ и комусуби возник в период Эдо после того, как сумо стало приобретать черты профессионального спорта, и стали возникать рейтинги, в которых сумоисты распределялись по рангам.
Официально Японская ассоциация сумо признает первым одзэки Юкимияму, который представлял княжество Кумамото. В октябре 1757 года он достиг ранга чемпиона. Однако, несмотря на это, в истории сумо известны случаи, когда и в более ранние периоды к борцам применяли термин одзэки. Наиболее раннее свидетельство относится к 1699 году — именно этим годом датируется самый ранний из дошедших до нас рейтингов различных сумоистских объединений. В нем в статусе одзэки указан Рёгоку. Он же носил этот ранг на турнире в Осаке в 1702 году. В 1730 и 1732 годах в рейтинге сумоистов Осаки в ранге одзэки фигурирует Таникадзэ (тёзка одного из первых ёкодзун). Однако Японская ассоциация сумо ведет историю ранга с 1750-х годов, когда стали появляться первые объединенные рейтинги — бандзукэ (первый такой рейтинг, официально признаваемый Японской ассоциацией, был составлен в 1761 году).
Ранг одзэки первоначально был высшим, чемпионским рангом. Этот ранг присваивался победителям турниров, либо самым высоким и статным борцам. Во втором случае речь шла о так называемых канбан одзэки (формальных, «гостевых» или «показных» одзэки) — борцах, которые не имели побед на турнирах, но были рослыми, красивыми или очень габаритными (то есть, «выглядели, как одзэки»). Вплоть до конца XVIII века в сумоистских организациях практика наделения статусом канбан одзэки была распространена. Она была необходима для того, чтобы заполнить пустые графы в рейтинге бандзукэ — в те времена одзэки должен был обязательно присутствовать в рейтинге. Более того, тех борцов, которые заслужили ранг одзэки за победу на турнире, но при этом внешне «не выглядели, как одзэки», порой принимали холоднее рослых и габаритных «показных» одзэки. В XVIII веке в профессиональном сумо существовал стереотип, что легковесные борцы не подходят для ранга одзэки. Одним из самых известных канбан одзэки был Таникадзэ Кадзиносукэ — он получил ранг в возрасте 20 лет за свои крупные габариты (рост 189 см и вес 169 кг). Несмотря на то, что «показные» одзэки обычно быстро пропадали из сумоистских рейтингов (так как звание присваивалось не за реальные способности), Таникадзэ продолжил выступление в ранге рядового борца маэгасиры и впоследствии добился ранга одзэки уже официально, своими стараниями. В 1789 году он стал ёкодзуной.
Несмотря на то, что ранг одзэки входил в число высших рангов вместе с сэкивакэ и комусуби, у чемпионского ранга было много отличий — в том числе, в том, что борцы этого ранга имели право бороться перед сёгуном Японии.
Лучшие одзэки удостаивались чести носить церемониальную веревку симэнава, сплетённую из рисовой соломы нового урожая и в традиционной японской религии имеющую сакральное значение. В сумо такая веревка называлась цуна (или дзуна), а ее носитель, соответственно, именовался ёкодзуной. В 1789 году ранг ёкодзуны был официально отделен от ранга одзэки, превращен в самостоятельное звание и в иерархии поставлен на первое место. С тех пор ранг одзэки стал вторым по значению. После этого повышение до высших рангов стало строго контролироваться.
Однако вплоть до начала XX века положение одзэки не было окончательно урегулировано. Так, в 1900 году Хоо получил ранг одзэки после всего одного турнира в статусе сэкивакэ. Также были известны случаи разжалования одзэки даже несмотря на победу в турнире — это произошло с Тотаро, который в 1890 году был разжалован в сэкивакэ после двух побед на турнирах в ранге одзэки, и с Монтаро в 1895 году (что привело к его уходу из Токийской ассоциации сумо и присоединению к Киотской).
В 1927 году после объединения токийской и киотской ассоциаций в единую всеяпонскую ассоциацию сумо положение одзэки было урегулировано. Было введено правило разжалования только в случае двух последовательно неудачно проведенных турниров. С 1958 года, когда сложилась современная система с 6 турнирами в год, правило было изменено — одзэки мог быть разжалован только по итогам преобладания поражений над победами на трех турнирах подряд. В 1969 году сложилась современная система разжалования — было возвращено правило «двух турниров», но с дополнительной «льготой», позволяющей разжалованному одзэки вернуть ранг при достижении 10 побед на первом турнире после разжалования.
Первым после появления Японской ассоциации сумо одзэки, который после утраты ранга смог через несколько турниров его вернуть, стал Сионоуми, ставший одзэки в 1947 году, утративший статус в декабре 1948-го и вновь вернувший его в декабре 1949-го.

## Статус одзэки
Одзэки относится к санъяку — высшим рангам профессионального сумо. Уступает по значимости рангу ёкодзуны, находится выше рангов сэкивакэ, комусуби и рядовых борцов — маэгасира. Ранги ёкодзуны и одзэки — так называемые старшие санъяку.
Присвоение ранга одзэки происходит после специального заседания Совета директоров Японской ассоциации сумо. Как в случае с ёкодзунами, повышение борца до одзэки сопровождается особой церемонией (получение иных рангов церемонией не сопровождается). В случае, если одзэки теряет ранг, а затем возвращает его, повторная церемония не проводится (исключений из этого правила было всего два: они были сделаны для популярных борцов Кайкэцу и Тэрунофудзи, чье возвращение к рангу одзэки было отмечено как особо успешное и выдающееся).
У ранга одзэки есть определенные особенности. Как и в случае с рангом ёкодзуны, ранг одзэки не может быть получен за один турнир (в отличие от других рангов: рядовой борец ранга маэгасира при успешном выступлении может быть повышен до комусуби или даже сразу до сэкивакэ, но не может сразу стать одзэки). Также этот ранг не может быть потерян за один турнир.
Получение ранга одзэки дает его носителю право претендовать на высшее сумоистское звание.
Ежемесячная зарплата одзэки от Японской ассоциации сумо составляет 2,5 миллиона иен (почти 18 тысяч долларов). Это существенно больше, чем зарплата борцов более низких рангов. Помимо ежемесячного жалования одзэки имеют и другие преференции:
- им гарантируется более высокий пост в Японской ассоциации сумо после завершения карьеры (при наличии японского гражданства);
- им предоставляется право трехлетнего членства в Японской ассоциации сумо, если до этого они не получили постоянное членство, возглавив или став тренером в одной из хэя (при наличии японского гражданства);
- перед отставкой им выплачивается специальная премия, размер которой зависит от продолжительности пребывания в ранге;
- им предоставляется парковочное место в Японской ассоциации сумо;
- им предоставляется право ношения церемониального фартука с пурпурной бахромой (кэсё-маваси).

До 2014 года одзэки, имевшие японское гражданство, также имели право голосовать на выборах директоров Японской ассоциации сумо.
Кроме того, как и в прошлом, когда одзэки могли выступать перед сёгунами Японии, борцы этого ранга сейчас могут быть вызваны для показательных выступлений и встреч с VIP-персонами, в том числе, с императором Японии — в таких случаях одзэки считается официальным представителем сумоистского сообщества. Также борцам ранга одзэки (как и других старших рангов) предоставляют лучшие условия в их хэя (сумоистстких объединениях). В том числе, у них появляются «слуги» — младшие борцы хэя, которые должны помогать одзэки и выполнять их поручения. Обычно в Рёгоку Кокугикане, токийском дворце сумо, продают однопорционные бэнто, изготовленные борцами рангов одзэки и екодзуна, соответственно, борцы получают доход с продаж.
Нет ограничений по количеству одзэки. В истории сумо известны случаи, когда не было ни одного одзэки — например, с мая 1981 по январь 1982 года. Однако считается, что формально на турнире должны присутствовать по одному одзэки с каждой стороны — Востока и Запада. В ситуации, когда одзэки отсутствуют в принципе или они есть, но не принимают участие в турнире, один (или несколько, как было в 1981 году) из ёкодзун наделяется специальным статусом ёкодзуна-одзэки. Фактически это ничего не меняет, однако формально считается, что сумоист сражается на турнире и как ёкодзуна и как одзэки. Например, в мае 2023 года в бандзукэ был только один одзэки — Такакэйсё, поэтому на майском турнире Тэрунофудзи формально носил статус ёкодзуна-одзэки.
На майском, июльском и сентябрьском турнирах 2012 года было одновременно 6 одзэки — самый большой показатель в современной истории сумо.
По состоянию на 2023 год четверо одзэки после выхода в отставку не получили членства в Японской ассоциации сумо:
- Вакахагуро[англ.] (завершил карьеру в 1965 году) — в то время права для одзэки в течение трех лет после отставки состоять в Ассоциации еще не было, места по квоте Вакахагуро также не досталось;
- Котомицуки (завершил карьеру в 2010 году) — оказался в центре скандала вокруг игры борцов сумо на подпольных бейсбольных тотализаторах, контролируемых якудзой, и был лишен права на членство в Ассоциации;
- Баруто (завершил карьеру в 2013 году) — гражданин Эстонии, не приобретал японское гражданство;
- Тотиносин (завершил карьеру в 2023 году) — гражданин Грузии, не приобретал японское гражданство.

## Получение ранга
Ранг одзэки может получить только борец, имеющий ранг сэкивакэ. Претендента на повышение в ранг называют одзэки-тори. Чаще всего претендентов определяют до начала турнира — Ассоциация сумо объявляет, что тот или иной борец в случае успешного выступления будет повышен. Однако бывали случаи, когда борец, которого изначально не представляли в качестве одзэки-тори, демонстрирует по ходу турнира выдающийся результат, что заставляет руководство Ассоциации начать рассматривать его в качестве претендента прямо по ходу турнира.
Четких требований и критериев для повышения в ранг одзэки не существует. Наиболее распространенная практика заключается в повышении сэкивакэ, которые на трех последовательных турнирах добиваются 33 и более побед. Хотя достижение 33 побед считается «практически гарантированным способом повышения», здесь есть много условностей и оговорок. Так, считается, что кандидата в одзэки будут рассматривать, если на всех турнирах число его побед будет двузначным (то есть, например, 11-11-11 или 10-11-12, но не 9-11-13 или 12-12-9). Впрочем, от этого условия бывали отступления — например, 69-й ёкодзуна Хакухо был повышен в одзэки после того, как одержал 35 побед в последовательности 9-13-13, а 73-й ёкодзуна Тэрунофудзи — 33 победы в последовательности 8-12-13. А вот Такакэйсё повезло в свое время меньше — с сентября 2018 по январь 2019 года он добился 33 побед в последовательности 9-13-11, при этом выиграв ноябрьский турнир и заняв второе место на январском, а также получив три специальных приза и имев в активе победу над ёкодзуной. Тем не менее, он не был повышен в ранге именно по причине того, что среди его результатов один (в сентябре 2018 года) не был двузначным. В аналогичной ситуации в 2002 году оказался Котомицуки, который за три последовательных турнира одержал 34 победы (13-9-12), выиграв один из турниров. Однако он не был повышен из-за наличия одного недвузначного результата и (что было более важно для Ассоциации) того факта, что в это время в сумо было уже 4 одзэки (в итоге Котомицуки был повышен лишь через 5 лет — в 2007 году).
Еще сильнее не повезло в 1993 году Ваканохане III, который с января по май одержал 34 победы (10-14-10), при этом выиграв один турнир. Однако на момент первого из этих трех турниров он имел ранг маэгасиры, на момент второго — комусуби и лишь к третьему турниру 1993 года был повышен до сэкивакэ и смог считаться претендентом на повышение в ранг одзэки, а требования к повышению для борцов, которые поднимаются из более низких рангов, более высокие (так как чем ниже ранг, тем слабее противники). В итоге Ваканохана был повышен в июле 1993 года, имея за плечами 37 побед за три последних турнира (47 — за 4). Впрочем, даже наличие «правильных» 33 побед (без недвузначных результатов) не гарантирует продвижение. Так, в 2006 году уже бывший ранее в ранге одзэки Миябияма одержал на трех турнирах подряд 34 победы (10-14-10), заняв на одном из турниров 2 место и выиграв 2 специальных приза. Однако на тот момент в сумо было сразу 5 одзэки, поэтому Миябияме было отказано в повышении на основании того, что его последний результат (10 побед) кажется «слишком слабым» на фоне предыдущего (14 побед). На следующем турнире, когда количество одзэки стало уже 4, а Миябияма одержал 9 побед (суммарно — 33 за 3 турнира), ему снова было отказано в повышении — на этот раз из-за того, что на последнем турнире он не добился двузначного результата. В итоге вторично в ранг Миябияма так и не поднялся.
Дополнительными обстоятельствами, которые могут смягчить для кандидата требования к повышению, являются победы или вторые места на турнирах, а также получение специальных призов сан-сё. Также немаловажное значение играет популярность борца. В случае, если все эти факторы присутствуют одновременно, в ранг одзэки может быть повышен даже борец, не добившийся 33 побед на последних турнирах. Яркий пример — Гойэдо, который получил повышение после 32 побед (при этом, на одном из турниров у него было их всего 8), однако на каждом из трех турниров он получал специальные призы, а на двух из трех занял второе место. Кроме того, на последнем турнире перед повышением он победил обоих действующих на тот момент ёкодзун. Победа над ёкодзуной — еще один дополнительный фактор, способствующий повышению. Сёдай также получил повышение после 32 побед (и также имея в своем активе один турнир со всего восемью победами), однако был учтен факт того, что на один из турниров претендент на ранг одзэки выиграл. В случае Сёдая Японская ассоциация сумо аргументировала его повышение тем, что во внимание были приняты не только три последовательных турнира в 2020 году, но и «последовательные достойные выступления, начиная с ноября 2019 года».
«Рекорд по везению» и по наименьшему количеству побед на трех последовательных турнирах перед получением ранга одзэки принадлежит Китабаяме, который с января по май 1961 года одержал всего 28 побед (8-9-11), один раз заняв второе место и получив один специальный приз. Причиной повышения стало очень маленькое на тот момент количество одзэки при двух возрастных ёкодзунах, поэтому в Японской ассоциации сумо боялись, что вскоре может не остаться борцов высших рангов.
Также есть дополнительные «отягчающие» обстоятельства, которые даже при достижении нужного числа побед не способствуют повышению в ранге. К таковым относится, например, «некрасивая борьба», то есть, пассивное поведение на дохё или частое использование приема татиай-хэнка (уклонение от стартового рывка, при котором соперник падает за счет собственной инерции), который не является запрещенным, но считается «недостойным». Отказано будет в повышении борцам, которые стали фигурантами скандалов, конфликтов или были уличены в нечестности и незаконных действиях. Из более субъективных и ситуативных факторов можно отметить недостаточное количество побед над борцами высших рангов (известны случаи, когда кандидаты в одзэки даже после выигранных турниров не получали повышения, так как на этих турнирах не побеждали ёкодзун и других одзэки), а также упоминавшееся уже недостижение показателя в 10 и более побед на одном из трех последовательных турниров, по результатам которых определяется судьба претендента.
Таким образом, повышение в ранг одзэки очень часто зависит от субъективных факторов, от субъективного отношения к борцу директоров Японской ассоциации сумо. При этом, в самой Ассоциации отрицают факт того, что дополнительные факторы могут иметь приоритетное значение над количеством побед.
Официальную процедуру повышения начинает Судейская коллегия. Традиционно один из ее членов должен попросить Совет директоров Японской ассоциации сумо о проведении внеочередного заседания, на котором предлагается к рассмотрению кандидатура борца для его повышения в ранге. Заседание происходит через несколько дней после окончания очередного турнира. При этом, если Совет директоров не принимает единогласное решение (соответственно, кандидат не получает повышения), то с точки зрения Ассоциации и официальных спортивных СМИ, кандидатура борца начинает считаться неофициальной.

## Потеря ранга
Ранг одзэки может быть потерян. Понижение происходит в два этапа (в отличие от всех остальных рангов, борцы которых могут быть понижены после одного турнира, а также ёкодзун, которые не могут потерять ранг). В случае, если обладатель ранга на турнире фиксирует макэкоси (преобладание поражений над победами, то есть, 8 и более поражений) или снимается с турнира, то на следующем турнире он находится в кадобане. Кадобан одзэки — это особый статус «защищающегося» одзэки. На турнире такой борец должен добиться катикоси, то есть, одержать не менее 8 побед, чтобы сохранить свой ранг.
В случае, если кадобан одзэки снова фиксирует макэкоси или снимается с турнира, происходит его разжалование в ранг сэкивакэ. Причем, это разжалование не зависит от конкретного количества поражений, если их больше восьми (даже если одзэки в кадобане потерпит более 10 поражений, он все равно будет понижен только на один ранг). На первом турнире после понижения у бывшего одзэки есть «льгота» — право восстановиться в ранге. Для этого ему необходимо одержать не менее 10 побед. С момента введения данного права в 1969 году, вернули таким образом ранг 6 борцов: Миэноуми (в 1976 году), Таканонами (в 2000 году), Мусояма (в 2000 году), Тотиадзума (дважды: в 2004 и 2005 годах), Тотиносин (в 2019 году) и Такакэйсё (в 2019 году).
Единственным одзэки, который провел два последовательных турнира в статусе кадобана, является Митакэуми. Он выступал в данном статусе на июльском турнире 2022 года, однако был вынужден сняться из-за положительного теста на COVID-19 и по правилам должен был быть разжалован. Однако Совет директоров Японской ассоциации сумо посчитал вспышку COVID-19 по ходу турнира чрезвычайным обстоятельством, вследствие чего Митакэуми было разрешено вторично выступить в статусе кадобан одзэки на турнире в сентябре 2022 года (на котором он в итоге утратил статус одзэки).
Негласно считается, что борец, побывавший в ранге одзэки, в случае падения из высшего дивизиона сумо (макуути) во второй (дзюрё) должен выйти в отставку. Однако известны случаи, когда этого не происходило. Ярчайший пример — Тэрунофудзи. В 2017 году он получил статус одзэки, а уже в 2018 году вследствие травм и неудачных выступлений опустился в дивизион дзюрё, но и на этом его падение не закончилось — в 2019 году после четырех турниров подряд, пропущенных из-за травмы, он оказался в пятом из шести дивизионов профессионального сумо (дзёниндан). После этого началось его триумфальное возвращение — в июле 2020 года он вернулся в макуути, в мае 2021-го он вернул статус одзэки, а спустя два турнира стал 73-м ёкодзуной в истории. Асанояма, который стал одзэки в июле 2020 года, в июле 2021-го был дисквалифицирован на 6 турниров за нарушение «ковидных» требований Ассоциации сумо, опустившись в итоге в четвертый дивизион (сандаммэ). К маю 2023 года бывший одзэки смог вернуться в высший дивизион. Тотиносин провел в дзюрё один полноценный турнир, а во время второго вышел в отставку. Миябияма, опустившийся в дзюрё в 2010 году, выступил со статистикой 12-3 и вернулся в высший дивизион, после чего выступал еще почти 3 года.

## Рекордсмены по пребыванию в ранге

### Лидеры
По количеству турниров в ранге:
- Тиётайкай — 65 турниров в ранге (с марта 1999 по декабрь 2009)
- Кайо — 65 турниров в ранге (с сентября 2000 по июль 2011)
- Таканохана[англ.] — 50 турниров в ранге (с ноября 1972 по январь 1981)
- Котоосю — 47 турниров в ранге (с января 2006 по декабрь 2013), единственный одзэки не из Японии (и вообще не азиатского происхождения) в этом списке
- Хокутэнью[англ.] — 39 турниров в ранге (с июля 1983 по сентябрь 1990)

Рекордсмены по количеству побед на турнирах в ранге:

Примечание: имеются в виду носители ранга одзэки, которые не были повышены до ранга ёкодзуны; среди последних рекордсменами являются Таканохана и Мусасимару, которые одержали по 5 побед в ранге одзэки.
- Кайо — 4 победы
- Котодзакура[англ.] — 4 победы
- Конисики — 3 победы
- Тотиадзума[англ.] — 3 победы
- Такакэйсё — 3 победы

Рекордсмены по скорости достижения ранга (от начала карьеры):

Примечание: имеются в виду носители ранга одзэки, которые не были повышены до ранга ёкодзуны; среди последних Оносато достиг ранга за 9 турниров.
- Ютакаяма[англ.] — 12 турниров
- Миябияма[англ.] — 12 турниров

### Аутсайдеры
По количеству турниров в ранге (после введения системы с 6 турнирами в год):
- Митакэуми — 4 турнира в ранге (с марта по сентябрь 2022)
- Дайдзю[англ.] — 5 турниров в ранге (с сентября 1973 по май 1974)
- Кирисима — 6 турниров в ранге (с июля 2023 по май 2024)
- Масуияма II[англ.] — 7 турниров в ранге (с марта 1980 по март 1981)
- Тотиносин — 7 турниров в ранге (с июля 2018 по март 2019 и в июле-сентябре 2019)
- Асанояма — 7 турниров в ранге (с июля 2020 по июль 2021)

По количеству турниров в ранге (до введения системы с 6 турнирами в год):
- Ицуцусима[яп.] — 2 турнира в ранге (весенний и осенний турниры в 1941)
- Наёроива[англ.] — 3 турнира в ранге (с весны 1943 по весну 1944)
- Масуияма I[англ.] — 4 турнира в ранге (весна, лето и осень 1949 и весна 1950)

«Рекордсмены» по скорости разжалования из одзэки в сэкивакэ:
- Мусояма[англ.] — 2 турнира (май и июль 2000; в ноябре вернулся в ранг)
- Такакэйсё — 2 турнира (май и июль 2019; в ноябре вернулся в ранг)
- Миэноуми[англ.] — 3 турнира (с января по март 1976; в сентябре вернулся в ранг)

## Действующие одзэки
В профессиональном в настоящий момент один борец имеет звание одзэки — Котодзакура Масакацу II (в ранге с января 2024 года).